# Litouwen op het Eurovisiesongfestival 2012
Litouwen nam deel aan het Eurovisiesongfestival 2012 in Bakoe, Azerbeidzjan. Het was de 13de deelname van het land op het Eurovisiesongfestival. De selectie verliep via een nationale voorronde. De LRT was verantwoordelijk voor de Litouwse bijdrage voor de editie van 2012. Donny Montell bereikte met het liedje Love is blind in de finale de 14 plaats.

## Selectieprocedure
Op 9 september 2011 maakte de Litouwse omroep bekend te willen deelnemen aan het Eurovisiesongfestival in Bakoe. Er was echter een probleem. De armlastige nationale omroep LRT moest zich immers verzekerd weten van een goede sponsor. 
De algemeen directeur van de Litouwse omroep LRT had via de website balsas.lt bevestigd dat het Baltische land van de partij zal zijn in Bakoe. De deelname van Litouwen was verre van zeker omdat LRT in financieel slechte papieren zit. Ook de deelname aan het voorbije Songfestival in Düsseldorf kon slechts verzekerd worden nadat een gulle sponsor de nodige kredieten wilde ophoesten.
Er werden veertig kandidaten geselecteerd die deelnamen aan aan halve finale die gespreid in de maand februari plaatsvonden. De kandidaten werden gekozen door middel van 50% televoting en 50% vakjury. De finale vond plaats in maart deze werd gewonnen door de zanger Donny Montell met zijn lied Love is blind. 

## Eurovizija 2012 atranka Lietuvoje

### Eerste halve finale
| Artiest                  | Lied            | Jury | Televote | Totaal | Plaats |
| ------------------------ | --------------- | ---- | -------- | ------ | ------ |
| The Independent          | "Baby"          | 10   | 8        | 18     | 2      |
| Kamile Kielaite          | "Try"           | 8    | 4        | 12     | 5      |
| Multiks                  | "Star"          | 7    | 10       | 17     | 3      |
| Valdas Maksvytis         | "Dar laiko yra" | 3    | 7        | 10     | 7      |
| Chill out, have no doubt | "Until the end" | 4    | 6        | 10     | 6      |
| The Artrace              | "Fly LT"        | 8    | 5        | 13     | 4      |
| Indigo                   | "Sugrizk"       | 6    | 2        | 8      | 8      |
| Laisva                   | "Nutolk"        | 5    | 3        | 8      | 9      |
| Beissoul                 | "Why"           | 12   | 12       | 24     | 1      |

### Tweede halve finale
| Artiest           | Lied                 | Jury | Televote | Totaal | Plaats |
| ----------------- | -------------------- | ---- | -------- | ------ | ------ |
| Sweetsalt         | "My love"            | 5    | 3        | 8      | 8      |
| Diana Jasilionytė | "Dear someone"       | 8    | 7        | 15     | 4      |
| Martynas Beinaris | "Bella Donna"        | 4    | 6        | 10     | 7      |
| Alive Way         | "Amazed by You"      | 12   | 8        | 20     | 2      |
| Sati              | "Light is the one"   | 6    | 4        | 10     | 6      |
| Vytautas Matuzas  | "Take it Back"       | 10   | 12       | 22     | 1      |
| Katažina          | "Euforija"           | 7    | 10       | 17     | 3      |
| Laura J and Stiga | "Fading in the Mist" | 3    | 2        | 5      | 9      |
| Jurijus Veklenko  | "Tu ne viena"        | 7    | 5        | 12     | 5      |

### Derde halve finale
| ! Artiest                     | Lied                   | Jury | Televote | Totaal | Plaats |
| ----------------------------- | ---------------------- | ---- | -------- | ------ | ------ |
| Thundertale                   | "Heroes, arise!"       | 3    | 6        | 9      | 8      |
| Sound's Engineers ft. Natalie | "Blind"                | 7    | 2        | 9      | 6      |
| Donatas Šimkus – Dūmas        | "Party all day"        | 7    | 8        | 15     | 4      |
| VIG Roses                     | "Come back home"       | 8    | 10       | 18     | 2      |
| Bekešo Vilkai                 | "Letter by letter"     | 10   | 7        | 17     | 3      |
| Greta Jorudaitė               | "Show me what you got" | 4    | 5        | 9      | 7      |
| Liepa                         | "Viena"                | 6    | 4        | 10     | 5      |
| Gražvydas Sidiniauskas        | "When I say yes"       | 5    | 3        | 8      | 9      |
| Monika                        | "Happy"                | 12   | 12       | 24     | 1      |

### Vierde halve finale
| Artiest              | Lied            | Jury | Televote | Totaal | Plaats |
| -------------------- | --------------- | ---- | -------- | ------ | ------ |
| Merlin               | "Wheel of time" | 7    | 4        | 11     | 4      |
| LadyBell             | "Mano muzika"   | 5    | 10       | 5      |        |
| Donata Virbilaitė    | "Superman"      | 6    | 3        | 9      | 8      |
| "Laiptai"            | "Ašarų lietus"  | 4    | 6        | 10     | 6      |
| Greta Šmidt          | "The One"       | 3    | 7        | 10     | 7      |
| Vaida feat. Movetron | "Medieval love" | 2    | 2        | 4      | 9      |
| DAR                  | "Home"          | 10   | 8        | 18     | 2      |
| Simona Milinytė      | "One of a kind" | 8    | 10       | 18     | 3      |
| Donny Montell        | "Love is blind" | 12   | 12       | 24     | 1      |

### Finale
| Artiest          | Lied               | Jury    | Televote    | Totaal | Plaats |
| ---------------- | ------------------ | ------- | ----------- | ------ | ------ |
| The Independent  | "Baby"             | 2 (32)  | 0 (333)     | 2      | 12     |
| Alive Way        | "Amazed by You"    | 4 (34)  | 1 (382)     | 5      | 9      |
| Greta Šmidt      | "The one"          | 2 (32)  | 0 (344)     | 2      | 11     |
| Sati             | "Light is the one" | 1 (31)  | 0 (262)     | 1      | 13     |
| Vytautas Matuzas | "Take it Back"     | 5 (37)  | 6 (3090)    | 11     | 6      |
| Monika           | "Happy"            | 7 (41)  | 8 (5224)    | 15     | 3      |
| VIG Roses        | "Come back home"   | 3 (33)  | 4 (659)     | 7      | 8      |
| Multiks          | "Star"             | 0 (26)  | 0 (379)     | 0      | 14     |
| Katažina         | "Euforija"         | 2 (32)  | 2 (478)     | 4      | 10     |
| Simona Milinytė  | "One of a kind"    | 1 (31)  | 7 (4092)    | 8      | 7      |
| Beissoul         | "Why"              | 6 (39)  | 5 (1739)    | 11     | 5      |
| Bekešo Vilkai    | "Letter by letter" | 8 (44)  | 3 (569)     | 11     | 4      |
| Donny Montell    | "Love is blind"    | 12 (50) | 12 (15.664) | 24     | 1      |
| DAR              | "Home"             | 10 (46) | 10 (11.004) | 20     | 2      |

### Superfinale
| Artiest       | Lied            |
| ------------- | --------------- |
| Monika        | "Happy"         |
| Donny Montell | "Love Is Blind" |
| DAR           | "Home"          |

## In Bakoe
Donny Montell mocht de 2e halve finale afsluiten met het liedje Love is blind. De bookmakers gaven Litouwen weinig kans op een finale plek maar het land wist toch de finale te bereiken. Na de finale werd bekend dat Litouwen zelfs op een derde plek in de halve finale was geëindigd met 103 punten. In de finale werd een veertiende plek gehaald met 70 punten. Het was het 3e beste resultaat ooit voor Litouwen.
1994 · 1995-1998 · 1999 · 2000 · 2001 · 2002 · 2003 · 2004 · 2005 · 2006 · 2007 · 2008 · 2009 · 2010 · 2011 · 2012 · 2013 · 2014 · 2015 · 2016 · 2017 · 2018 · 2019 · 2020 · 2021 · 2022 · 2023 · 2024 · 2025
Albanië · Azerbeidzjan · België · Bosnië en Herzegovina · Bulgarije · Cyprus · Denemarken · Duitsland · Estland · Finland · Frankrijk · Georgië · Griekenland · Hongarije · Ierland · IJsland · Israël · Italië · Kroatië · Letland · Litouwen · Macedonië · Malta · Moldavië · Montenegro · Nederland · Noorwegen · Oekraïne · Oostenrijk · Portugal · Roemenië · Rusland · San Marino · Servië · Slovenië · Slowakije · Spanje · Turkije · Verenigd Koninkrijk · Wit-Rusland · Zweden · Zwitserland